# Guerra de Castilla (Borneo)
La Guerra de Castilla (malayo: Perang Kastila; jawi: ڤراڠ كستيلا), también conocida como Expedición española a Brunéi o Guerra hispano-bruneana, fue un conflicto que tuvo lugar en 1578 entre Brunéi y España.

## Antecedentes
Desde mediados del siglo XVI, los europeos competían por hacerse un hueco en el Sudeste Asiático a causa del comercio de especias. Durante aquel periodo, todas las rutas terrestres desde Oriente Medio a la región estaba controlada por árabes, persas, turcos e indios musulmanes. En este sentido, los europeos trataron de abrir una ruta marítima con la que poder comerciar con los malayos, en una época en que Brunéi era un imperio que se extendía desde las Filipinas a la isla de Borneo.
Fue durante el reinado del sultán Saiful Rijal cuando tuvo lugar la Guerra de Castilla, con la que el sultán bruneano buscaba enfrentarse a dos problemas cruciales, la propagación del cristianismo por los españoles y su invasión del archipiélago filipino.
Desde su base en la Nueva España, los españoles ocuparon la ciudad filipina de Cebú en 1565, y la transformaron en un puesto comercial y un centro de difusión del cristianismo y la cultura hispánica. Por este motivo, los objetivos españoles entraron en conflicto con los de la principal potencia de la zona, Brunéi. Entre 1485 y 1521, este imperio islámico fundado por el sultán Muhammad Shah había establecido en las Filipinas el Reino de Manila como un Estado satélite. La presencia musulmana se vio aún más fortalecida con la llegada al archipiélago de mercaderes y proselitistas de las actuales Malasia e Indonesia, pero la desunión política existente no hizo sino facilitar la colonización española. En 1571, el conquistador Miguel López de Legazpi refundó Manila, que fue convertida en la capital administrativa de la Capitanía General, lo que dio un nuevo impulso a la actividad misionera. Los bisayas habían hecho la guerra al Sultanato de Joló y al Reino de Tondo antes de la llegada de los españoles, y cuando ésta se produjo se aliaron a ellos, colaborando en el asalto a Brunéi después de que la Manila islámica fuera conquistada y cristianizada con éxito. En los tiempos en que estalló la Guerra de Castilla, la Inquisición ordenaba a los judíos y musulmanes de España adoptar la fe católica, abandonar el país o afrontar la pena de cárcel, de manera que los españoles trataban de prohibir y reprimir el islam en los territorios que conquistaban. Es por esta razón que, con la Guerra de Castilla comenzase también el conflicto con los llamados moros filipinos.
En 1576, el gobernador general de Manila Francisco de Sande envió una misión diplomática a la vecina Brunéi para encontrarse con Saiful Rijal. Con ella buscaba manifestar al sultán que él deseaba mantener buenas relaciones con su reino y pedir permiso para enviar misioneros al mismo, al mismo tiempo que exigía el final del proselitismo musulmán en las Filipinas. El sultán Saiful Rijal no aceptó estos términos y expresó su oposición a la evangelización en el archipiélago filipino, que consideraba parte de Dar al-Islam. En realidad, Sande consideraba a Brunéi como una amenaza a la presencia hispánica en la región, afirmando que "los moros de Borneo predican la doctrina de Mahoma, convirtiendo a todos los moros de las islas".

## Las hostilidades
Los españoles declararon la guerra en 1578, atacando y tomando la capital bruneana por entonces, Kota Batu, gracias a la asistencia de dos nobles locales, Pengiran Seri Lela y Pengiran Seri Ratna. El primero había viajado a Manila para ofrecer el vasallaje de Brunéi a cambio de recuperar el trono usurpado por su hermano Saiful Rijal. Los españoles acordaron que, si se hacían con Brunéi, Pengiran Seri Lela sería el nuevo sultán, mientras que Pengiran Seri Ratna pasaría a ser el bendahara (visir). En marzo de aquel año, la flota española, dirigida por el mismo Sande en calidad de capitán general, inició su viaje hacia Borneo. La expedición constaba de 400 españoles, 1500 nativos filipinos y 300 borneanos. La campaña incluyó también acciones en Joló y Mindanao.
Los españoles invadieron sin complicaciones la capital bruneana el 16 de abril de 1578, con la ayuda de Pengiran Seri Lela y Pengiran Seri Ratna. El sultán y su tío Abdul Kahar se vieron forzados a escapar a Meragang, y más tarde a Jerudong. Desde allí empezaron a planear cómo expulsar a los invasores, que sufrían a su vez graves pérdidas a causa de los brotes de cólera y disentería. La fuerza ocupante se encontró tan debilitada que se decidió regresar a Manila el 26 de junio, después de 72 días en Kota Batu. Antes de marcharse, los españoles incendiaron la mezquita de la ciudad, una estructura de gran altura con un tejado de cinco niveles.
Pengiran Seri Lela falleció en agosto–septiembre de 1578, probablemente de la misma enfermedad que había afectado a sus aliados españoles, aunque existió la sospecha de que pudiera haber sido envenenado por Saiful Rijal. La hija de Seri Lela se marchó junto a los españoles y se casó con un cristiano tagalo llamado Agustín de Legazpi de Tondo.

## Consecuencias
Los relatos locales bruneanos difieren enormemente de la versión española general aceptada de los hechos. La guerra contra los europeos entró en la conciencia nacional como un episodio heroico, los españoles siendo expulsados por Bendahara Sakam, supuestamente un hermano del sultán reinante, y mil guerreros indígenas (en realidad, unos 5000). Esta versión, sin embargo, es cuestionada por la mayoría de los historiadores y se considera parte de la invención de héroes populares, probablemente ideada décadas o siglos después de los sucesos.
A pesar de su retirada de Brunéi, los españoles consiguieron evitar que sus enemigos volvieran a asentarse en Luzón. Además, al cabo de unos pocos años se reactivó el comercio con Borneo, como demuestra la carta del gobernador general de Manila Francisco de Tello de Guzmán que, fechada en 1599, solicita una vuelta a la normalización de relaciones. La guerra entre españoles y moros en Mindanao continuaría hasta la conclusión de la soberanía española y, de hecho, sigue existiendo actualmente en forma de terrorismo islamista contra el estado filipino.